# RAF Germany
Royal Air Force Germany, meist kurz als RAF Germany (RAFG) bezeichnet, war die Bezeichnung für die obere Kommandobehörde der britischen Royal Air Force (RAF) in Nordwestdeutschland in der Zeit des Kalten Krieges. Ihr Ursprung liegt in der 2nd Tactical Air Force, die bei Kriegsende auf dem europäischen Kontinent lag.

## Geschichte
Nach dem Zweiten Weltkrieg blieben Einheiten der Royal Air Force in der britischen Besatzungszone stationiert. Sie stützten sich zunächst auf ehemalige Fliegerhorste der deutschen Luftwaffe. Organisatorisch bildeten sie ein eigenständiges Kommando, die British Air Force of Occupation (BAFO), so der Name zwischen Juli 1945 und August 1951 und anschließend die 2nd Tactical Air Force (2TAF). Das Hauptquartier war bis 1954 in Bad Eilsen/Bückeburg, ab 1955 dann im gemeinsamen Hauptquartier JHQ Rheindahlen mit der Britischen Rheinarmee (British Army of the Rhine (BAOR)), wo in Rheindahlen am Niederrhein hierzu ein komplett neuer Ortsteil (Rheindahlen II) errichtet wurde. Erst nach Beendigung des Kalten Krieges wurde die RAF aus Deutschland abgezogen, wobei die beiden letzten verbliebenen Stationen ab April 1996 dem Strike Command im Heimatland direkt unterstellt waren.
Neben den „normalen“ fliegenden Einheiten gehörten bis zum 1. September 1957 auch die sogenannten Air Observation Post (AOP) (Luftraumbeobachtungseinheiten) zur RAF. Deren Personal rekrutierte sich aus Angehörigen der RAF und der Armee. Mit 1. September 1957 wurden sie in das neuaufgestellte Army Air Corps (AAC) transferiert.

### Nachkriegszeit
Die ersten drei Jahre standen im Zeichen einer zügigen Außerdienststellung bzw. Verlegung von Einheiten, insbesondere von Staffeln der Verbündeten oder aus Commonwealth-Staaten. BAFOs Hauptaufgaben in dieser Zeit waren die Demilitarisierung ehemaliger Luftwaffeneinrichtungen sowie das „Flagge zeigen“ mit den verbliebenen Flugzeugen. 1948 begann die Berliner Luftbrücke mit Beteiligung von Transportflugzeugen der Royal Air Force. Hierzu stützte man sich auf Flugplätze („RAF Stations“) in Niedersachsen, Hamburg und Schleswig-Holstein sowie RAF Gatow in West-Berlin. Die verbliebenen 10 taktischen Staffeln konzentrierte man in RAF Wahn und RAF Gütersloh in Nordrhein-Westfalen. Nach dem Ende der Luftbrücke verlegte man im Sommer 1949 zwei Staffeln in den Fernen Osten. Die nunmehr 8 Einsatzstaffeln verteilte man auf die Flugplätze RAF Gütersloh, RAF Celle und RAF Wunstorf. Verwendet wurden mehrheitlich noch Propeller-Maschinen mit Kolbenmotoren, vorherrschend waren die Mosquito und die Tempest.

### Kalter Krieg
Nach Gründung der NATO 1949 blieb die RAF in Westdeutschland stationiert. Der Beginn des Koreakrieges 1950 signalisierte den Beginn des Kalten Krieges in Europa. Ende 1950 zählte die BAFO bereits wieder 12 Einsatzstaffeln und ein Jahr später waren sämtliche 14 Staffeln mit Strahlflugzeugen ausgerüstet. Zu Beginn der 1950er-Jahre wurden entlang der deutsch-niederländischen Grenze die Flugplätze RAF Brüggen, RAF Geilenkirchen, RAF Laarbruch, RAF Nörvenich und RAF Wildenrath neu erbaut in der Absicht, die fliegenden Einheiten möglichst weit von der innerdeutschen Grenze entfernt stationieren zu können. Zusätzlich wurden weitere ehemalige Luftwaffen-Fliegerhorste reaktiviert und modernisiert, insbesondere in Niedersachsen, dazu RAF Berlin-Gatow. In diesen Jahren begann auch der Bau des Central Europe Pipeline System zur optimierten Treibstoffversorgung der NATO-Luftbasen. Im Juli 1954 wurden insgesamt 14 Flugplätze betrieben, auf denen jetzt 27 Einsatzstaffeln stationiert waren. Haupt-Flugzeugtypen waren die Vampire bzw. die Venom in der Rolle als Jagdbomber bzw. zur Luftnahunterstützung, in kanadischer Lizenz gebaute Sabre als Tagjäger sowie Meteor als Aufklärer und Nachtjäger.
Die Bezeichnung BAFO wurde im September 1951 zugunsten der bereits im letzten Kriegsjahr verwendeten Bezeichnung 2nd Tactical Air Force (2TAF) fallengelassen. Die 2TAF wurde 1955 von nationalen Aufgaben entbunden und mit Hauptquartier in Rheindahlen II (Nordrhein-Westfalen) als 2nd Allied Tactical Air Force (2ATAF) der NATO unterstellt. Zudem stellte die RAF den Befehlshaber der 2nd Allied Tactical Air Force (2ATAF) der NATO. Dies spiegelte die veränderte geopolitische Lage wider. Seit Anfang der 1950er-Jahre wurden daher unter RAF-Führung viele NATO-Manöver durchgeführt, mit dem Ziel, die Zusammenarbeit der Luftwaffen der NATO-Mitgliedsstaaten zu verbessern.
Eine Besonderheit bildete Mitte der 1950er-Jahre das mit Canberra-Bombern ausgerüstete Geschwader (Wing) in Gütersloh. Dieser Verband unterstand dem Bomber Command auf der britischen Insel und war wegen Überfüllung geeigneter Flugplätze in Großbritannien nach Deutschland verlegt worden. Mit dem Aufbau der britischen Nuklearbomberkräfte im Rahmen der NATO-Strategie der Massiven Vergeltung wurden die Canberra-Bombersquadrons wieder aus Deutschland abgezogen.

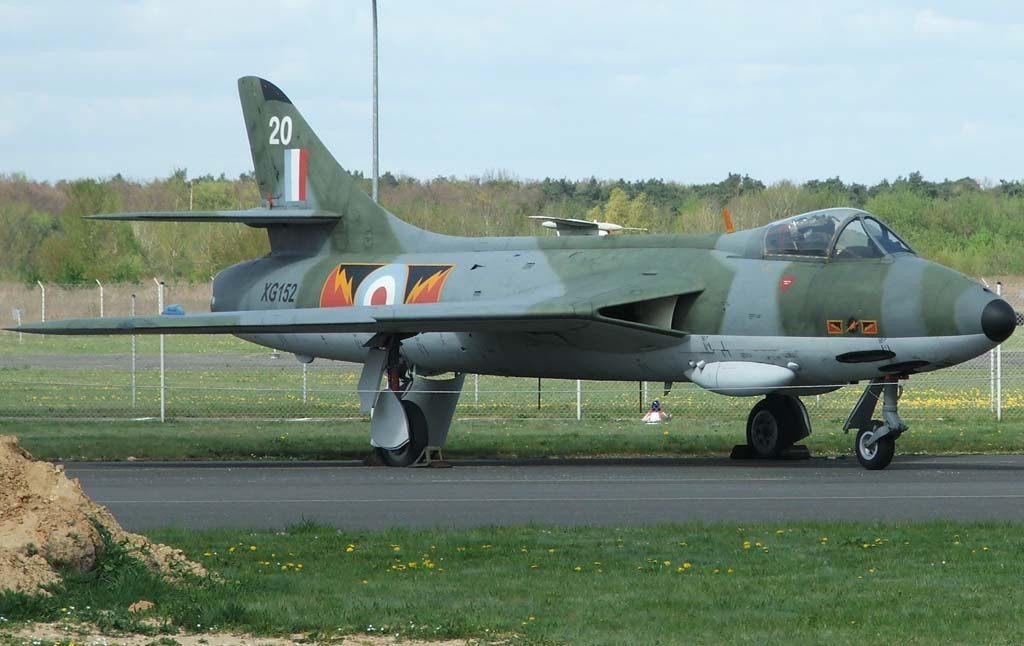
Hunter F6 in den Farben der 4. Sqn, heute im Luftwaffenmuseum

Nach 1955 übergab man die Mehrzahl der Fliegerhorste an die neugegründete Luftwaffe, so RAF Nörvenich, oder RAF Bückeburg an das Heer der Bundeswehr. Die Anzahl an RAF-Staffeln konnte reduziert werden. Dies erfolgte sowohl aufgrund der Nuklearstrategie der NATO als auch aus finanziellen Gründen nach dem Fiasko der Sueskrise. Ab 1959 hieß das Kommando offiziell Royal Air Force Germany (kurz RAF Germany), zu diesem Zeitpunkt konzentrierte man die fliegenden Verbände bereits auf nur noch sechs Haupteinsatzbasen: RAF Brüggen, RAF Gütersloh, RAF Jever, RAF Laarbruch, RAF Wildenrath und RAF Geilenkirchen. An Flugzeugtypen wurden insbesondere die Canberra als nachtkampftauglicher Jagdbomber auf drei und die Hunter als Tagjäger auf zwei Flugplätzen stationiert. Ab 1960 standen rund um die Uhr zwei mit taktischen Atomwaffen beladene Canberra in Alarmbereitschaft, die innerhalb von 15 Minuten startklar waren. Hinzu kamen noch zwei Staffeln, die die Swift als Aufklärer einsetzten sowie vier Staffeln Javelin Allwetter-Abfangjäger.
Im Zuge der Übergabe von Jever (1961) an die Luftwaffe wurde die Anzahl der Hunter-Jagdstaffeln auf nur noch eine reduziert, während zu Aufklärern modifizierte Hunter die Swift ersetzten. Die ebenfalls mittlerweile nur noch zwei verbliebenen Staffeln Javelin in der Allwetter-Jagdrolle wurden Mitte der 1960er-Jahre durch die überschallschnelle Lightning ersetzt. Zunächst wurden die beiden Jagdstaffeln in RAF Gütersloh und RAF Geilenkirchen stationiert, mit Übergabe Geilenkirchens 1968 an die Luftwaffe aber in RAF Gütersloh zusammengezogen. Insbesondere die Canberra und Hunter Staffeln führten in den 1960er Jahren regelmäßig mehrwöchige Manöver- und Einsatz-Verlegungen eines Teils ihrer Flugzeuge auf Flugplätze in Nordafrika, das südliche Afrika sowie den Nahen und Fernen Osten durch. Die betroffenen Flugzeuge standen der NATO in dieser Zeit nicht zur Verfügung. Ab Mitte der 1960er-Jahre kamen erstmals Hubschrauber in Deutschland zum Einsatz, die meist in RAF Gütersloh stationiert waren. Der verbreitetste Typ war bis 1980 der Wessex.

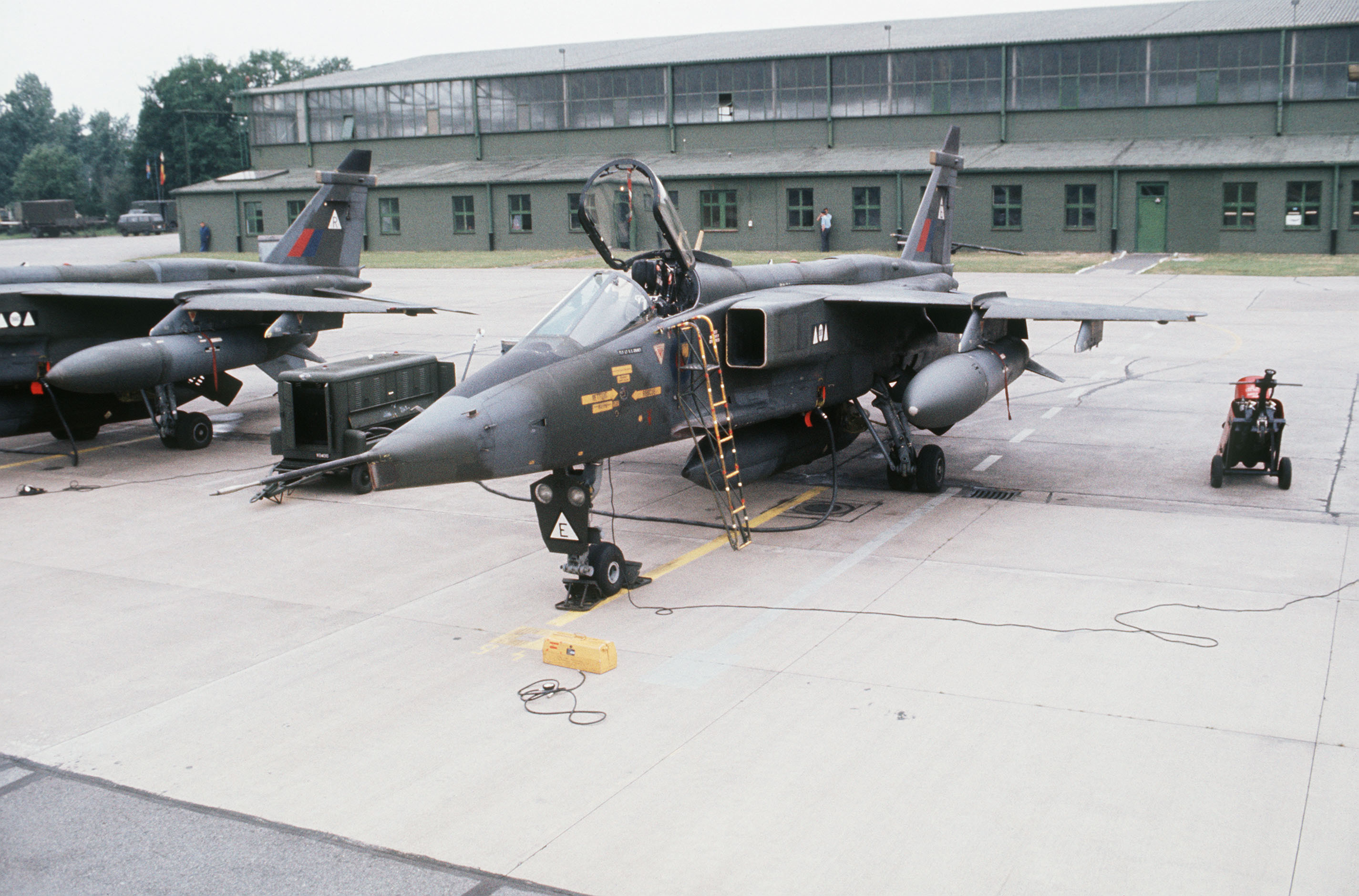
Jaguar GR1 der 2. Sqn, aufgenommen 1978 in RAF Wildenrath

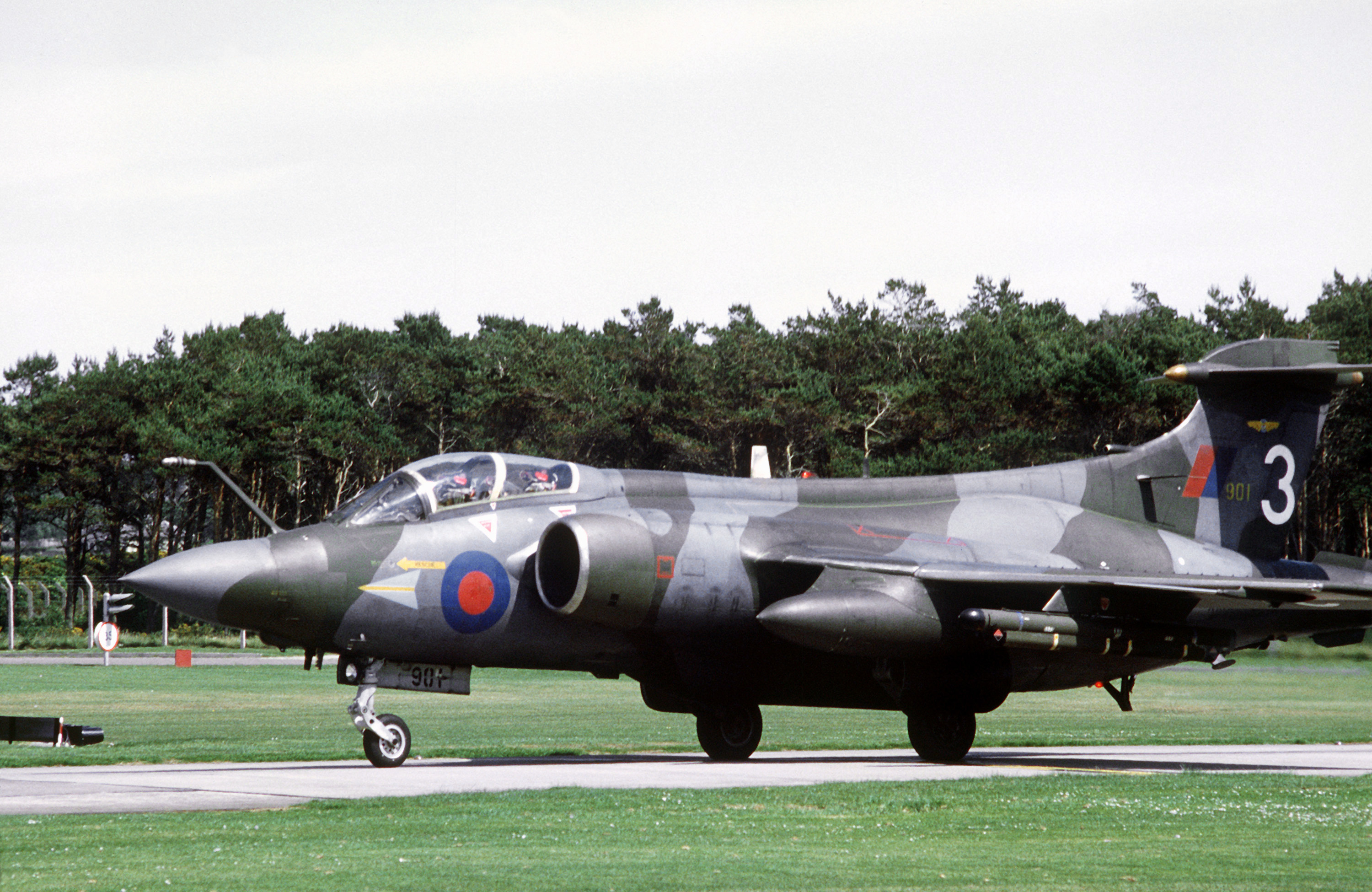
Buccaneer S2B, hier der 208. Sqn aus RAF Honington, 1981

Nach der Schließung Geilenkirchens aus finanziellen Gründen infolge einer Wirtschaftskrise mit der Abwertung des Pfund Sterling (→ Schwarzer Mittwoch) behielt man nur noch vier Haupteinsatzplätze bei. Die gewaltsame Beendigung des Prager Frühlings durch die Intervention des Warschauer Pakts 1968 hatte wiederum eine Erhöhung des britischen Verteidigungshaushalts zur Folge. Die mittlerweile recht betagten Canberra und Hunter sollten beschleunigt durch modernere Waffensysteme ersetzt werden. Gemäß der neuen NATO-Strategie der Flexible Response sollte der Schwerpunkt auf konventionelle Waffen gelegt werden. Zunächst wurden hierzu Luftabwehrraketen auf den Flugplätzen stationiert. Ab 1970 erhielt RAF Brüggen 3 Staffeln Phantom Jagdbomber, die sowohl konventionell und nuklear bewaffnet werden konnten. Etwas später wurden auch RAF Laarbruch neue Muster zugewiesen. Hier waren es eine Staffel Phantom-Aufklärer und zwei Staffeln Buccaneer Langstrecken-Tiefangriffsflugzeuge. RAF Wildenrath stellte zwischen 1970 und 1972 drei Staffeln des Senkrechtstarters Harrier als Luftnahunterstützungsflugzeug in Dienst. Im Ernstfall hätten die Harrier ihren Stützpunkt verlassen und wären von Ausweichplätzen, z. B. Autobahnstücken, eingesetzt worden.
Nach über 10 Jahren wurde die Lightning aus Deutschland abgezogen und ihre Jagdrolle ab Mitte der 1970er Jahre von der Phantom wahrgenommen. Im Gegenzug löste man die Phantom in ihrer bisherigen Rolle als Jagdbomber und Aufklärer durch die Jaguar ab. Aufgrund der höheren Reichweite der Phantom verlegten parallel die Jagdstaffeln von RAF Gütersloh nach RAF Wildenrath, wofür die bisher dort stationierten Harrier nach RAF Gütersloh kamen. Die Sollstärke des Kommandos bestand in den 1970er Jahren aus 12 Einsatzstaffeln sowie je einer Hubschrauber- und Transportflugzeugstaffel.
Anfang der 1980er-Jahre sollte eine weitere Staffel Hubschrauber nach Deutschland verlegt werden. Als erster Schritt wurde die betagte Wessex durch die Puma ersetzt. Die Verlegung der zweiten, mit Chinook ausgerüsteten Einheit nach Deutschland verzögerte sich aufgrund des Falklandkrieges und erfolgte erst im Jahr 1983. An diesem Krieg waren Harrier-Piloten sowie eine Flugabwehrraketeneinheit der RAF Germany beteiligt. Ab Mitte des Jahrzehnts bis 1989 ersetzte man die sieben Jaguar- und Buccaneer-Staffeln durch acht Tornado-Staffeln. In diesem Jahr des Falls der Berliner Mauer begann dann die letzte Umrüstung von Einheiten der RAF Germany auf ein neues Flugzeugmuster, als in RAF Gütersloh die ersten von 24 Harrier der zweiten Generation eintrafen. Diese Umrüstung zog sich wegen technischer Probleme bis ins Jahr 1992 hin.

### Nach der Wiedervereinigung
Bereits im Sommer 1990 verkündete die britische Regierung eine Verkleinerung der RAF Germany um die Hälfte. Vor der Schließung der ersten Einsatzbasen kam es jedoch noch zu einer umfangreichen Teilnahme der in Deutschland liegenden Verbände am Zweiten Golfkrieg. Lediglich die noch in der Umrüstungsphase befindliche Harrier-Force verlegte keine Flugzeuge an den Persischen Golf. Nach Rückkehr der meisten Flugzeuge nach Deutschland wurden 1992 die Flugplätze Wildenrath, 1993 Gütersloh und 1994 Gatow aufgegeben. Die in Gütersloh stationierten Harrier und Transporthubschrauber wurden in RAF Laarbruch stationiert, dessen Tornados vorher nach Großbritannien verlegt worden waren. Die verkleinerte RAF Germany wurde ab 1993 vorübergehend bis 1996 als 2. Group bezeichnet und war dem RAF Strike Command im Vereinigten Königreich bereits direkt unterstellt. Zusätzlich zu einer regelmäßigen Präsenz am Golf beteiligten sich die verbleibenden Staffeln in den 1990er Jahren an den internationalen Einsätzen auf dem Balkan. Die beiden verbliebenen Plätze Laarbruch und Brüggen wurden schließlich 1999 bzw. 2002 geschlossen. Gütersloh und Brüggen verblieben zunächst unter britischem Kommando und wurden von der Britischen Armee übernommen.
Anlässlich des 100. Geburtstags der RAF kam es im Frühjahr 2018 im Rahmen der ILA 2018 zu einem Überflug inkl. teilweise auch Landungen eines RAF-Chinooks über ehemaligen RAF-Stationen in Nordrhein-Westfalen, inkl. seiner früheren Einsatzbasen Laarbruch und Gütersloh.
Die allerletzte RAF-Organisation, die in Deutschland beheimatet war, war eine Rechtsberatung für Soldaten. Das erste Büro der RAF Legal Branch in der Bundesrepublik war bereits Ende der 1940er in Bad Eilsen eröffnet worden. Nach dem Abzug der RAF betreute die Organisation Soldaten der nach wie vor hier stationierten British Army. Mit dem Abzug der letzten britischen Kampftruppen wurde im Juni 2019 auch das letzte Büro des RAF Legal Service in Paderborn-Sennelager geschlossen.

## Organisation
Die Organisation der in Deutschland stationierten Verbände folgte im Wesentlichen den jeweiligen allgemeingültigen Prinzipien der RAF. In den ersten Jahren, bis zur mit dem Aufbau der Luftwaffe der Bundeswehr verbundenen deutlichen Verkleinerung Ende der 1950er Jahre, gliederten sich BAFO und 2. TAF in Groups, Stations (ab Ende der 1940er Jahre), Wings (mit Unterbrechung Ende der 1940er Jahre) und Squadrons. Es gab im Sommer 1945 noch drei Gruppen (die 2., 83. und 84. ), Ende der 1940er Jahre war die BAFO auf lediglich die 2. Group verkleinert worden, bevor in den 1950er Jahren die 83. Group wieder hinzukam, letztere ist heute (2011) in Kuwait beheimatet, erstere im Heimatland.
Ab Ende der 1950er Jahre gliederte sich die RAFG lediglich noch in Stations und Squadrons.

## Liste der RAF-Flugplätze in Deutschland
Die RAF unterhielt außer den Flugplätzen eine Vielzahl weiterer Einrichtungen. Neben Hauptquartieren waren das unter anderem zwei Hospitäler und diverse Schießplätze wie zum Beispiel RAF Nordhorn, der erst 2001 an die deutsche Luftwaffe übergeben wurde.
| Nr.                                | Name                | von              | bis               | heutige Verwendung                                                           | Bemerkungen                                                                     |
| ---------------------------------- | ------------------- | ---------------- | ----------------- | ---------------------------------------------------------------------------- | ------------------------------------------------------------------------------- |
| B.111                              | Ahlhorn             | 1952             | 15. Oktober 1958  | Flugplatz Ahlhorn                                                            |                                                                                 |
|                                    | Brüggen             | 1. Mai 1953      | 28. Februar 2002  | Javelin Barracks bzw. Elmpt Station, British Army (2015 geschlossen)         | 48 Jahre RAF-Haupteinsatzbasis, bis Anfang 2009 noch Basis einiger Hubschrauber |
| B.151                              | Bückeburg           | 1946             | 3. Februar 1958   | Heeresflugplatz Bückeburg                                                    |                                                                                 |
|                                    | Dortmund            | 1945             | 1953              | Naturschutzgebiet Buschei, Golfplatz, Trainingsgelände von Borussia Dortmund | Napier Barracks der britischen Rheinarmee von 1959 bis 1995.                    |
| B.118                              | Celle               | 11. April 1945   | 29. November 1957 | Heeresflugplatz Celle                                                        | wichtige Transportflieger-Basis für die Berliner Luftbrücke                     |
| B.152                              | Faßberg             | 16. April 1945   | Januar 1957       | Fliegerhorst Faßberg                                                         | wichtige Transportflieger-Basis für die Berliner Luftbrücke                     |
|                                    | Gatow (West-Berlin) | 25. Juni 1945    | 7. September 1994 | General-Steinhoff-Kaserne, Militärhistorisches Museum Flugplatz Berlin-Gatow | mit 49 Jahren am längsten genutzter Flugplatz der RAF                           |
|                                    | Geilenkirchen       | 24. Mai 1953     | März 1968         | Air Base Geilenkirchen                                                       |                                                                                 |
| Y.99                               | Gütersloh           | Juni 1945        | 30. Juni 1993     | Princess Royal Barracks (2016 geschlossen)                                   | 68 Jahre Haupteinsatzbasis von RAF und Army Air Corps                           |
| B.117                              | Jever               | März 1951        | 31. Dezember 1961 | Fliegerhorst Upjever                                                         |                                                                                 |
| Advanced Landing Ground B-100 Goch | Laarbruch           | 15. Oktober 1954 | 30. November 1999 | Flughafen Niederrhein                                                        |                                                                                 |
| B.158                              | Lübeck              | 7. Mai 1945      | Februar 1950      | Flughafen Lübeck-Blankensee                                                  | Basis für Waffentrainingskurse und der Luftbrücke                               |
|                                    | Nörvenich           | 1954             | 8. Dezember 1955  | Fliegerhorst Nörvenich                                                       |                                                                                 |
|                                    | Oldenburg           | Mai 1952         | 21. Oktober 1957  | Solarpark                                                                    | bis 2006 Fliegerhorst der Luftwaffe                                             |
| B.164                              | Schleswigland       | 6. Mai 1945      | 1. Mai 1958       | Fliegerhorst Schleswig                                                       | wichtige Transportflieger-Basis für die Berliner Luftbrücke                     |
| B.170                              | Sylt                | 1947             | 16. Oktober 1961  | Flughafen Sylt                                                               | Basis für Waffentrainingskurse                                                  |
| B.174                              | Uetersen            | 1945             | November 1955     | Flugplatz Uetersen/Heist                                                     |                                                                                 |
| B.119                              | Wahn                | 1945             | 18. Juli 1957     | Flughafen Köln/Bonn                                                          | RAF-Haupteinsatzbasis in den ersten 12 Jahren nach Kriegsende                   |
|                                    | Wildenrath          | 15. Januar 1952  | 2. November 1992  | Bahnversuchszentrum, Fa. Siemens                                             |                                                                                 |
| B.116                              | Wunstorf            | 7. April 1945    | 15. Februar 1958  | Fliegerhorst Wunstorf                                                        | wichtige Transportflieger-Basis für die Berliner Luftbrücke                     |

Die Nummer in der ersten Spalte bezieht sich auf die von den Westalliierten nach der Invasion in der Normandie vergebenen Code-Nummern von Flugplätzen auf dem besetzten europäischen Kontinent. Flugplätze, die nur noch in den ersten Monaten bzw. Jahren nach dem Zweiten Weltkrieg vorübergehend genutzt worden, sind nicht aufgeführt.
Auf vielen der Flugplätze waren neben den Einsatzflugzeugen auch einige Segelflugzeuge stationiert; die Mitglieder der Gliders Clubs nutzten diese außerhalb der Flugbetriebszeiten. Die ersten Jahre nach dem Krieg nutzten RAF-Segelflieger auch das Segelfluggelände Ithwiesen.

## Bekannte Angehörige
- Michael Beetham
- Neil Cameron
- John Grandy
- Peter Robin Harding
- Richard Johns
- Clive Loader
- Stuart Peach
- Thomas Prickett
- Andrew Pulford
- Denis Spotswood
- Peter Squire
- Jock Stirrup
- John Sutton
- Keith Williamson